# Jaz-O
Jonathan Allen Burks Sr. (Brooklyn, 1964. október 4. –), ismertebb művésznevén Jaz-O (korábban The Jaz és Big Jaz néven is), amerikai rapper és zenei producer. Az 1980-as évek végétől a kilencvenes évekig aktív előadóként vált ismertté, utólag pedig elsősorban brooklyni rappertársának, Jay-Z-nek a mentoraként tartják számon. Burks, akit gyakran „the Originator” becenéven emlegetnek, 1986-ban mutatta be Jay-Z-t a „H. P. Gets Busy” című kislemezén. Később szerződést kötött az EMI kiadóval, ahol két stúdióalbumot jelentetett meg: Word to the Jaz (1989) és To Your Soul (1990). 2021-ben adta ki első EP-jét, The Warmup címmel, amely a Roc Nation leányvállalata, az Equity Distribution első kiadványa volt. Producerként több előadó munkájában is közreműködött, többek közt Puff Daddy, Rakim, Usual Suspects, GZA, Kool G Rap, Queen Latifah, M.O.P. és Group Home számára.

## Fiatalkora
Jonathan Burks a New York-i Brooklyn kerületében született, és a Marcy lakótelepen nőtt fel, amely a Bedford-Stuyvesant negyedben található. Eredetileg könyvelőnek készült, de egy barátja tanácsára rapper lett, miután meghallgatta Grandmaster Caz-t, és inspirálódott az UTFO „Roxanne, Roxanne” című dalából.

## Karrier

### 1989–1995: Korai évek és első albumok
A nyolcvanas évek végére Jaz-O neve egyre ismertebb lett az underground hiphop színtéren. 1989-ben megjelent első stúdióalbuma, a Word to the Jaz, amelyet az EMI Records adott ki. Az album legismertebb száma a „Hawaiian Sophie” lett, amelyen Jay-Z vendégszerepelt. A klip megjelenése és a dal MTV-n való rotációja révén Burks mérsékelt országos ismertséget szerzett, de az album kereskedelmi sikere elmaradt a várakozásoktól.
1990-ben jelent meg második lemeze, a To Your Soul, amely zeneileg érettebb, de továbbra is jazzes, funkos hatásokkal átszőtt produkció volt. A kritikusok értékelték a technikai tudását és a kísérletező hangzást, de a nagyközönség figyelme elmaradt. Ez az időszak azonban fontos volt Jay-Z fejlődése szempontjából is, aki többször is szerepelt Jaz-O oldalán, például a „The Originators” című dalban, amely Burks ragadványnevét is adta.
A korai kilencvenes évek során Jaz-O aktív résztvevője volt New York hiphopközösségének, és több freestyle battle-en is megjelent, ahol olyan előadókkal mérte össze magát, mint Big Daddy Kane és Grandmaster Caz. Bár nem vált mainstream sztárrá, neve tiszteletnek örvendett a műfaj technikásabb irányzatai között.

### 1996–2005: Újraértelmezett karrier és mentorálás Jay-Z által
Bár Jaz-O neve nem vált a hip-hop mainstream részévé a 90-es évek végére, mégis fontos szerepet játszott Jay-Z pályafutásában, akit a Brooklyn-i Marcy lakótelepen ismerkedett meg. Jay-Z a „H. P. Gets Busy” című dalon való szereplésével debütált Jaz-O oldalán, és ezzel elindult zenei pályafutása, amely végül világszerte ismertté tette. Jaz-O szerepe Jay-Z mentoraként kulcsfontosságú volt, hiszen Jay-Z karrierjét sok tekintetben Jaz-O tapasztalatai és tanácsai segítették elő.
A 2000-es évek elején Jaz-O visszatért a zenei színtérre, és 2004-ben a Roc Nation leányvállalatánál, az Equity Distribution-nél szerződést kötött, amely újra felfedezte művészeti értékét. 2021-ben jelent meg első EP-je, The Warmup, amely egy újabb próbálkozás volt, hogy megmutassa képességeit az új generáció számára. A projekt azzal a céllal jött létre, hogy visszaállítsa Jaz-O helyét a hip-hop világában és biztosítsa számára a méltó helyet, amit az iparági hatása megérdemel.

### 2010-től napjainkig: A Roc Nation aláírás és a zenei örökség
A 2010-es évek végére Jaz-O és Jay-Z kapcsolata új szintre lépett, amikor Jay-Z aláírta Jaz-O-t a Roc Nation kiadójához. 2019-ben Jaz-O újabb mérföldkőhöz érkezett, miután Jay-Z véglegesen lezárta közte és a korábbi feszültségeket, és új szerződést ajánlott neki. Ez a lépés nemcsak a személyes kapcsolatokat helyezte új alapokra, hanem visszaállította Jaz-O-t a hip-hop történelem azon legendás alakjainak sorába, akik fontos szerepet játszottak a műfaj formálásában és fejlődésében.
Az évek során Jaz-O olyan kultikus státuszt vívott ki magának, hogy ma már a hip-hop egyik legfontosabb „backstage” alakjaként emlegetik. Habár nem vált szupersztárrá, a műfaj iránti tisztelete és a fiatal előadók iránti támogatása miatt méltán tekintik őt a műfaj egyik úttörőjének és meghatározó szereplőjének.